# 필로시폰과
필로시폰과(Phyllosiphonaceae)는 알파 분류학에서, 녹조식물문 트레보욱시아강에 속하는 조류 속의 하나이다. 필로시폰목(Phyllosiphonales)의 유일한 과이다. 현재 4속 12종으로 이루어져 있다.

## 하위 속
- Mysteriochloris - 유일종 M. nanningensis
- 필로시폰속 (Phyllosiphon) - 8종
- 피토피사속 (Phytophysa) - 2종
- Polulichloris - 유일종 P. henanensis